# Fabricio Coloccini
Fabricio Coloccini (Córdoba, 22. siječnja 1982.) bivši je argentinski nogometaš. Igrao je na poziciji braniča. 
Rodio se u Argentini, ali ima talijanske "korijene" i putovnicu. Nastupio je 39 puta za argentinsku nogometnu reprezentaciju i zabio jedan pogodak.

## Nogometni put
Prvi klub bio mu je Boca Juniors. Nakon toga ide u Italiju u A.C. Milan odakle ga šalju na posudbe, prvo u San Lorenzo, zatim u Deportivu iz Alavésa, pa u madridskom Atléticu te u Villarrealu.
U siječnju 2005. Deportivo iz La Corune potpisuje s njim šestogodišnji ugovor. U 105 nastupa postiže 5 golova te dobrim igrama privlači pozornost na sebe.
U kolovozu 2008. Newcastle United ga kupuje za 10,3 milijuna funti i potpisuje ugovor s njim na 5 godina. U Newcastleu se u početku nije dobro snašao, a klub ispada iz Premier lige. Ipak Colo je ostao odan klubu, i ostaje igrati za Svrake u drugoj ligi. Newcastle je odmah u prvoj sezoni izborio promociju, a Colo je izabran u momčad sezone druge lige. Priviknut na engleski nogomet, u povratničkoj sezoni u Premier ligi za Newcastle igra na vrhunskoj razini.

## Vanjske poveznice
- Profil  Arhivirana inačica izvorne stranice od 4. prosinca 2010. (Wayback Machine) nufc.co.uk
- Profil[neaktivna poveznica] Soccerbase